# Westfalenhallen

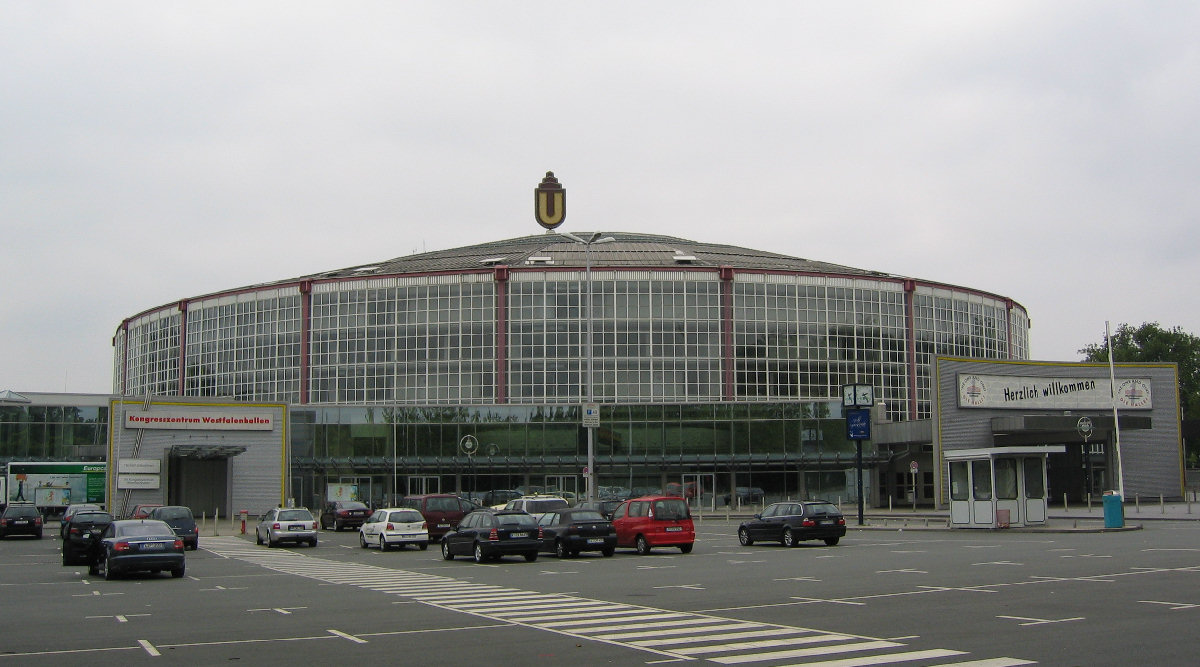
Hala sportowa Westfalenhalle 1

Westfalenhallen (z niem.: hale westfalskie) – kompleks budynków w Dortmundzie, w dzielnicy Westfalenhalle, w Niemczech, w którego skład wchodzą: centrum handlowe, hala sportowo widowiskowa, oraz sala koncertowa. Początkowo budynek o tej nazwie został wybudowany w 1925 roku, jednak został zniszczony podczas II wojny światowej. Nowa budowla została otwarta w 1952 roku.
Na deskach Westfalenhalle występowało wielu artystów, takich jak Bob Marley, Cher, Paul McCartney, Tina Turner, Louis Armstrong, Tokio Hotel czy Frank Sinatra, jak również zespoły rockowe The Rolling Stones, Pink Floyd i Iron Maiden.
W hali sportowej Westfalenhalle były rozgrywane mistrzostwa świata w jeździe figurowej na lodzie w latach 1964, 1980 oraz 2004. W 1966 roku odbyła się tutaj pierwsza edycja lekkoatletycznych europejskich igrzysk halowych. Obecnie pod koniec kwietnia odbywa się tu festiwal Mayday. Jest ona w stanie pomieścić do 14,5 tys. widzów.